# آبشار سیلوربند
آبشار سیلوربند (به انگلیسی: Silverband Falls) آبشاری است که در استرالیا واقع شده و ارتفاع کلی ریزشگاه آن ۵۰ متر است.